# Hans Schlütter
Hans Schlütter (* 20. Januar 1913 in Helderloh; † 5. Dezember 2003 in Meerbusch) war ein deutscher Agrarwissenschaftler, Verwaltungsbeamter und Politiker.

## Leben und Beruf
Schlütter studierte von 1934 bis 1937 sowie von 1950 bis 1951 Agrarwissenschaften an der Rheinischen Friedrich-Wilhelms-Universität Bonn. Er trat in den Dienst der Landwirtschaftskammer Rheinland ein und war von 1951 bis 1956 Direktor der Lehr- und Versuchsanstalt für Geflügelwirtschaft und Kleintierzucht in Krefeld-Großhüttenhof. 1953 wurde er zum Dr. agr. promoviert. 1955 erhielt er einen Lehrauftrag als außerordentlicher Professor an der Rheinischen Friedrich-Wilhelms-Universität Bonn.
Schlütter war von 1956 bis 1962 als Ministerialrat Leiter des Referates Tierzucht im Düsseldorfer Landwirtschaftsministerium und von 1962 bis 1965 Direktor der Landwirtschaftskammer Rheinland. Von 1967 bis 1983 fungierte er als Präsident des Zentralverbandes der Deutschen Geflügelwirtschaft (ZDG) und von 1974 bis 1983 als Präsident des deutschen Teils der World’s Poultry Science Association (WPSA). Im Anschluss wurde er Ehrenpräsident beider Organisationen.
Hans Schlütter war mit Eugenie Schulte im Hofe verheiratet und hatte zwei Söhne. Er war Mitglied der KDB Rheno-Guestphalia zu Bonn im RKDB.

## Politik
Schlütter amtierte vom 15. Januar 1965 bis zum 28. Februar 1967 als Staatssekretär im Ministerium für Ernährung, Landwirtschaft und Forsten des Landes Nordrhein-Westfalen.

## Ehrungen
- 1973: Bundesverdienstkreuz 1. Klasse
- 1978: Großes Bundesverdienstkreuz
- Goldene Plakette der Landwirtschaftskammer Rheinland
- Wilhelm-Niklas-Medaille in Silber
- Max-Eyth-Gedenkmünze in Gold
- Andreas-Hermes-Medaille
- Offizier pour Mérite agricole française
- Honorarprofessur der Rheinischen Friedrich-Wilhelms-Universität Bonn, 1965